# Bulbophyllum cylindraceum
Bulbophyllum cylindraceum är en orkidéart som beskrevs av Nathaniel Wallich och John Lindley. Bulbophyllum cylindraceum ingår i släktet Bulbophyllum och familjen orkidéer. Inga underarter finns listade i Catalogue of Life.